# 有馬 (漫画家)
有馬（ありま）は、日本の漫画家、同人作家。女性。

## 経歴
2007年より、サークル「ユカゲン」として活動を開始。主に二次創作同人誌の執筆を行っていた。
商業誌のデビュー作『ハンドスタンド！』が『まんがタイムきららMAX』（芳文社）2015年6月号、8月号に掲載。その後、『はんどすたんど!』に改題され、同誌の2015年9月号から連載を開始。2018年9月号まで連載された。
2017年6月には、きららファンタジア公式サイト内で『おしえて！きららファンタジア』の連載を開始。2017年12月まで連載された。
その後、『まんがタイムきららMAX』2023年2月号から4月号まで『ニブンノハチジュウハチ』がゲスト掲載され、同年5月号より『エイティエイトを2でわって』に改題のうえ、本作の連載が開始された。

## 人物
姉はイラストレーター・原画家のミヤスリサである。

## 作品リスト

### 漫画作品
- はんどすたんど!（『まんがタイムきららMAX』2015年6月号・8月号〈ゲスト〉、2015年9月号 - 2018年9月号） - ゲスト掲載時のタイトルは『ハンドスタンド！』。
- おしえて！きららファンタジア（「きららファンタジア 公式サイト」2017年6月25日 - 12月15日）
- 謎解きだよ！こよみちゃん（原作：仲谷鳰、『やがて君になる 公式コミックアンソロジー』2巻、2020年） - 『やがて君になる』のアンソロジー寄稿作品。[10]
- エイティエイトを2でわって（『まんがタイムきららMAX』2023年2月号 - 4月号〈ゲスト〉、2023年5月号 - 連載中） - ゲスト掲載時のタイトルは『ニブンノハチジュウハチ』。

### 書籍
- 『はんどすたんど!』、芳文社〈まんがタイムKRコミックス〉2016年[11] - 2018年、全3巻
- 『エイティエイトを2でわって』、芳文社〈まんがタイムKRコミックス〉2024年[12] - 刊行中、既刊2巻（2025年1月27日現在）